# Chorinea gratiosa
Chorinea gratiosa is een vlindersoort uit de familie van de prachtvlinders (Riodinidae), onderfamilie Riodininae.
Chorinea gratiosa werd in 1910 beschreven door Stichel.